# シェリダン郡 (ノースダコタ州)
座標: 北緯47度35分 西経100度20分 / 北緯47.58度 西経100.34度
シェリダン郡（英: Sheridan County）は、アメリカ合衆国ノースダコタ州の中央部に位置する郡である。2010年国勢調査での人口は1,321人であり、2000年の1,710人から22.7％減少した。郡庁所在地は州内第4の都市マクラスキー市（人口380人）であり、同郡で人口最大の自治体でもある。

## 歴史
シェリダン郡は1872年から1873年にダコタ準州議会が創設したが、1908年の一般選挙まで司法上の目的でマクレーン郡に付設されていた。このとき有権者がマクレーン郡からの分離を選んだ。郡名は南北戦争の英雄フィリップ・シェリダンに因んで名付けられた。郡政府は1908年12月24日に初めて組織化され、郡庁所在地はその時以来一貫してマクラスキーにある。

## 地理
アメリカ合衆国国勢調査局に拠れば、郡域全面積は1,006平方マイル (2,605 km2)であり、このうち陸地は972平方マイル (2,517 km2)、水域は34平方マイル (88 km2)で水域率は3.38％である。

### 主要高規格道路
- アメリカ国道52号線
- ノースダコタ州道14号線
- ノースダコタ州道53号線
- ノースダコタ州道200号線

### 隣接する郡
- マクヘンリー郡 - 北
- ピアース郡 - 北東
- ウェルズ郡 - 東
- キダー郡 - 南東
- バーリー郡 - 南
- マクレーン郡 - 西

### 国立保護地域
- シャイアン湖国立野生生物保護区

## 人口動態
以下は2000年の国勢調査による人口統計データである。
| 基礎データ - 人口: 1,710人 - 世帯数: 731 世帯 - 家族数: 515 家族 - 人口密度: 1人/km2（2人/mi2） - 住居数: 924軒 - 住居密度: 0軒/km2（1軒/mi2） 人種別人口構成 - 白人: 99.24% - アフリカン・アメリカン: 0.12% - ネイティブ・アメリカン: 0.41% - その他の人種: 0.06% - 混血: 0.18% - ヒスパニック・ラテン系: 0.35% 先祖による構成 - ドイツ系：72.3％ - ノルウェー系：12.5％ 年齢別人口構成 - 18歳未満: 21.4% - 18-24歳: 3.8% - 25-44歳: 19.9% - 45-64歳: 28.3% - 65歳以上: 26.6% - 年齢の中央値:48歳 - 性比（女性100人あたり男性の人口） - 総人口: 105.8 - 18歳以上: 104.3 | 世帯と家族（対世帯数） - 18歳未満の子供がいる: 25.0% - 結婚・同居している夫婦: 62.8% - 未婚・離婚・死別女性が世帯主: 4.4% - 非家族世帯: 29.5% - 単身世帯: 27.5% - 65歳以上の老人1人暮らし: 16.7% - 平均構成人数 - 世帯: 2.31人 - 家族: 2.80人 収入と家計 - 収入の中央値 - 世帯: 24,450米ドル - 家族: 30,156米ドル - 性別 - 男性: 21,094米ドル - 女性: 14,327米ドル - 人口1人あたり収入: 13,283米ドル - 貧困線以下 - 対人口: 21.0% - 対家族数: 16.0% - 18歳未満: 24.9% - 65歳以上: 18.3% |

## 都市と町

### 都市
- グッドリッチ
- マーティン
- マクラスキー - 郡庁所在地

注: ノースダコタ州の法人化された自治体は、その大きさに拠らず全て「市」になる

### その他の町
- デンホッフ

### 郡区
| - バーリン - ブーン - デンホッフ - エッジモント - フェアビュー | - ハイランド - リンカーンデール - マーティン - スパーリー - マウチ - グッドリッチ | - ピッカード - プロフェッツ - ローズンフィールド - ストラスバーグ - マクラスキー |

### 廃止された郡区
- ホームズ[7]
- ニュージャーマンタウン[7]